# Lepidocybium flavobrunneum
Lepidocybium flavobrunneum är en fiskart som först beskrevs av Smith, 1843.  Lepidocybium flavobrunneum ingår i släktet Lepidocybium och familjen havsgäddefiskar. Inga underarter finns listade i Catalogue of Life.